# Basil Wright

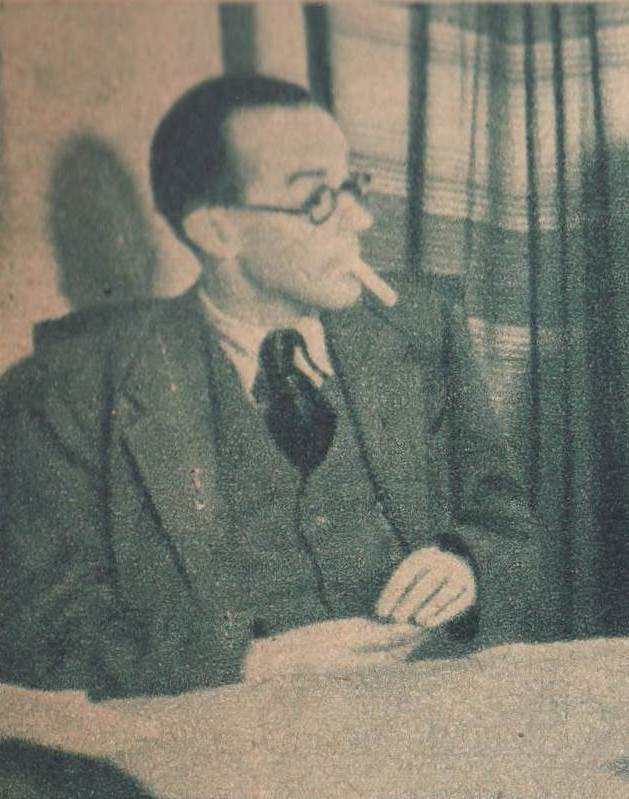

Basil Wright (* 12. Juni 1907 in Sutton, Surrey; † 14. Oktober 1987 in London) war ein britischer Dokumentarfilmer und Produzent.
Er studierte an der Universität Cambridge und begann in dieser Zeit, experimentelle Amateurfilme mit seiner eigenen Kamera zu drehen. Im November 1929 wurde er von John Grierson für die Dokumentarfilmergruppe der Empire Marketing Board Film Unit (ab 1933 als GPO Film Unit firmierend) engagiert, wo in jener Zeit auch Robert Flaherty tätig war. 1933 schickte ihn Grierson zu Filmaufnahmen auf die West Indies und nach Ceylon. Sein 1933 in der Karibik entstandener Film Windmill in Barbados kritisiert die koloniale Ausbeutung. Das im darauffolgenden Jahr veröffentlichte The Song of Ceylon gilt neben seinem 1936 gemeinsam mit Harry Watt geschaffenen Night Mail als sein bestes Werk. The Song of Ceylon wurde beim International Film Festival in Brüssel 1935 als bester Film ausgezeichnet.
1937 gründete Wright neben seiner Arbeit für GPO die unabhängige Dokumentarfilmproduktionsgesellschaft Realist Films; bis nach dem Zweiten Weltkrieg war er hauptsächlich mit der Filmproduktion beschäftigt. Unter seinen eigenen Filmarbeiten ragt The Face of Scotland (1938) heraus, eine Studie über die Charakteristika der Schotten und Schottlands. Seit den 1950er Jahren drehte er wieder regelmäßig selbst Filme. Ab 1960 übte er auch Lehrtätigkeiten aus, so an der University of California und der National Film School in London. Er schrieb zwei Bücher über seine persönliche Sicht der Filmgeschichte, The Use of Film (1948) und The Long View (1974).
Der Filmpreis des Royal Anthropological Institute ist nach ihm benannt.